# Coffinita
La coffinita es un mineral de la clase de los nesosilicatos. Fue descubierta en 1956 en una mina del condado de Mesa, en Colorado (Estados Unidos), siendo nombrada así en honor de Reuben Clare Coffin, geólogo estadounidense especialista en yacimientos de uranio.

## Características químicas
Es un silicato hidroxilado de uranio, que cristaliza en el sistema Tetragonal. Además de los elementos de su fórmula, suele llevar como impurezas: aluminio, hierro, arsénico, vanadio y plomo.

## Formación y yacimientos
Aparece en depósitos de minerales de uranio y vanadio no oxidados en Colorado, reemplazando a material orgánico en areniscas, también en depósitos de uranio en rocas sedimentarias y en vetas de alteración hidrotermal. Se encuentra en numerosas localización pero en cantidades muy minoritarias.
Suele encontrarse asociado a otros minerales, comúnmente con uraninita, pero también con otros como: torita, pirita, marcasita, roscoelita, minerales de la arcilla, o materia orgánica amorfa.

## Usos
Es extraído en las minas como mena del codiciado uranio.